# 景白亭
29°34′02″N 115°57′47″E / 29.56722°N 115.96306°E
景白亭位于中国江西省庐山花径，2007年被列为庐山风景名胜区文物保护单位。
1930年，隐居庐山的汉阳人李凤高（拙翁）在此处发现地面一块巨石上有“花径”二字，经考证认为此地为白居易留下的遗迹，随后在石上筑一小圆亭（花径亭）以保护巨石，并在旁边建一方亭，次年（1931年）完工，即为景白亭。1933年春，由陈三立撰文、吴宗慈书丹、李拙翁篆额的《花径景白亭记》落成，立于亭前。此碑为青石磨面，长方形，平座长方形。碑高100厘米，宽70厘米，篆额字径12厘米，正文楷书阴刻直列18行，字径3厘米，满行31字。

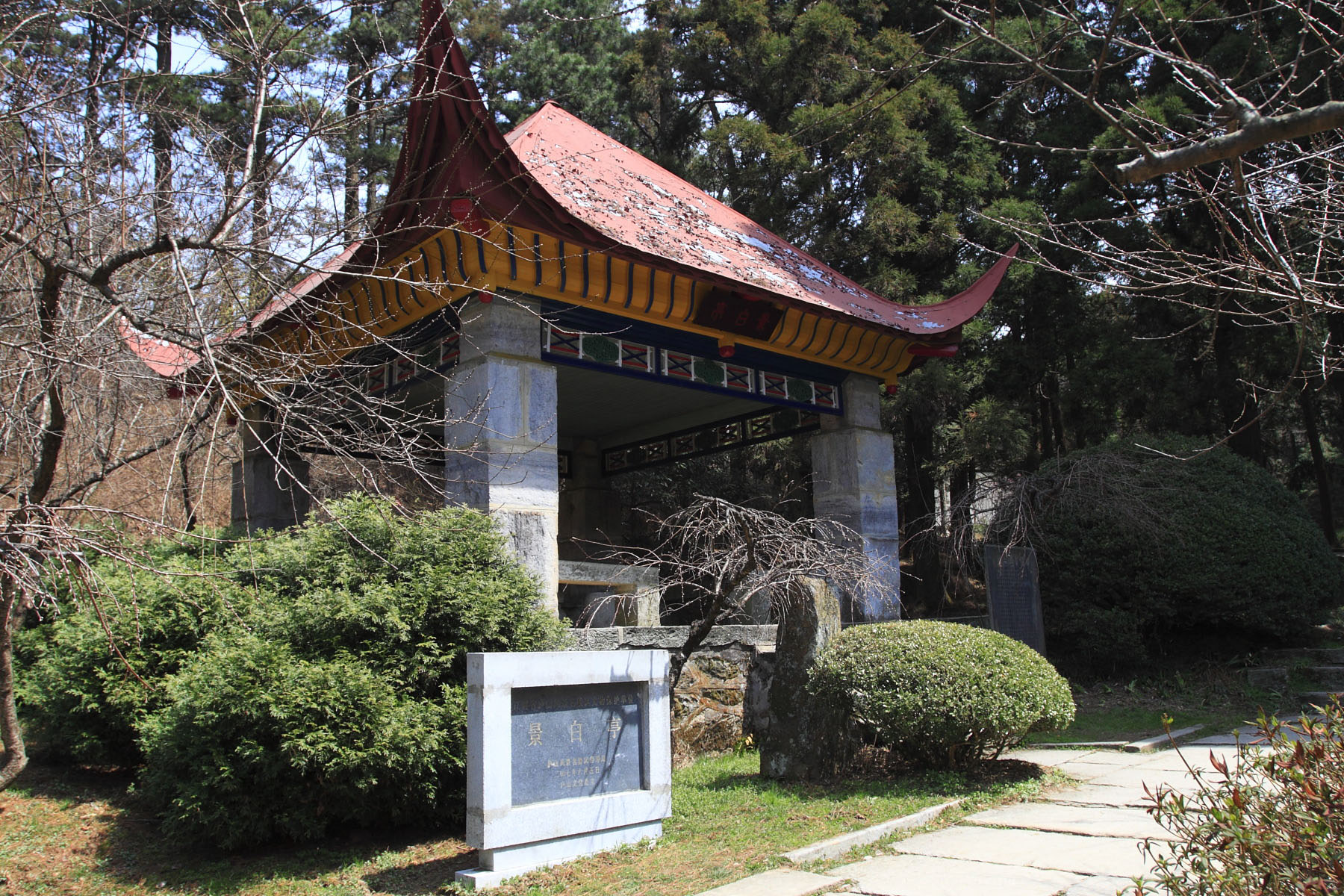